# 約翰·索爾
約翰·索爾（英語：John Saul，1942年2月25日—）是懸疑小說和恐怖小說、美國作家。他大部分著作都出現在紐約時報暢銷書排行榜。

## 生平
約翰·索爾出生在帕薩迪納，從小在惠提爾成長，惠提爾高中畢業。1959年他在幾所大學主修人類學，文學和戲劇，但從來沒有獲得學位。離開大學後，約翰·索爾決定成為作家。
約翰·索爾有大約十本書以筆名發表。他的第一本書只獲利200美元。今天，他的小說銷售量超過6000萬冊。
約翰·索爾居住在西北太平洋地區，包含西雅圖和聖胡安群島，夏威夷。

## 性向
約翰·索爾是同性戀者。

## 外部連結
- http://www.johnsaul.com/ （页面存档备份，存于）
- 網路推理小說資料庫上的John Saul
- 網路推理小說資料庫上的John Saul